# 平远南海溪蟹
平远南海溪蟹（学名：Nanhaipotamon pingyuanense）为溪蟹科南海溪蟹属的动物。在中国大陆，分布于广东等地，多生活于溪水上游、石块下以及阴湿土坡的洞穴中。